# Wladimir Borissowitsch Berestezki
Wladimir Borissowitsch Berestezki (russisch Владимир Борисович Берестецкий, englisch zitiert V. B. Berestetski; * 3. Oktober 1913 in Charkow, Gouvernement Charkow, Russisches Kaiserreich; † 25. Januar 1977) war ein russischer theoretischer Physiker.

## Werdegang
Wladimir Berestezki besuchte die Schule in Charkow und arbeitete danach in einer Fabrik als Arbeiter. 1932 zog er nach Leningrad, wo er in einem optisch-mechanischen Betrieb arbeitete und auf der Abendschule seinen Schulabschluss nachholte (wofür er nur ein Jahr benötigte). Danach studierte er am Lebedew-Institut (LPI) in Leningrad mit einem Abschluss 1937. Danach war er am Physikalisch-Technischen Institut (LFTI) in Leningrad, wo er 1940 promovierte. Im Zweiten Weltkrieg war er Hauptingenieur in einem Rüstungsbetrieb. Ab 1944 war er wieder am LFTI, wechselte dann aber an das Labor 3 der Akademie der Wissenschaften unter Alichanow. Ab 1947 war er an der Abteilung für theoretische Physik der Lomonossow-Universität (MGU), wo er sich 1948 habilitierte (russischer Doktorgrad). Er war auch am Institut für Theoretische und Experimentelle Physik (ITEP) bei Pomerantschuk, dessen Nachfolge er 1966 nach dessen Tod antrat. Auf Antrag von Lew Landau wurde er ab 1953 Dozent an der MGU. 1955 erhielt er dort einen Lehrstuhl, den er bis 1976 innehatte.
Er war ab Ende der 1940er Jahre und danach ein enger Mitarbeiter von Isaak Pomerantschuk, in dessen Gruppe er auch 1950 bis Ende 1952 an der sowjetischen Wasserstoffbombe arbeitete (Abschätzung der Energiefreisetzung).
Er arbeitete Anfang der 1940er Jahre über Kernphysik (zum Beispiel über Kernspaltung mit Arkadi Migdal 1940). 1949 veröffentlichte er mit Lew Landau über relativistische Quantenmechanik (Berechnung der Feinstruktur in niedrigster Ordnung). Er verfasste 1953 mit Alexander Iljitsch Achijeser ein sehr bekanntes, auch ins Deutsche und Englische übersetztes Lehrbuch der Quantenelektrodynamik, und machte so in der Sowjetunion die Methoden aus dem Westen bekannt, als diese durch die Arbeiten von Julian Schwinger, Richard Feynman und Freeman Dyson in den USA ab 1948 revolutioniert wurden. Später war er Ko-Autor des Bandes Quantenelektrodynamik (QED) in der bekannten Lehrbuchreihe von Lew Landau und Jewgeni Lifschitz. Lifschitz war nach dem schweren Unfall von Landau 1962 an Berestezki herangetreten, und der Band erschien 1968. Mit Pomerantschuk arbeitete er Anfang der 1960er Jahre über Quantenfeldtheorie.

## Schriften
- mit A. I. Achijeser: Quanten-Elektrodynamik. Es existieren mehrere Ausgaben:
  - Russisches Original: Moskau, Gostechizdat, 1953, Nauka 1959, 4. Auflage 1981
  - Frankfurt am Main, Harri Deutsch 1962 (deutsche Ausgabe)
  - Englisch Quantum Electrodynamics, New York, Consultants Bureau 1957, 2. Auflage, Wiley 1965 (Übersetzung von der US Atomic Energy Commission)
  - V. B. Berestetskii, A. I. Akhiezer: Quantum Electrodynamics (= R. E. Marshak [Hrsg.]: Interscience monographs and texts in physics and astronomy). 2. Auflage. Interscience Publishers (John Wiley & Sons), 1965 (englisch, archive.org).
- mit  E. M. Lifschitz und L. P. Pitajewski in L. D. Landaus Lehrbuch der theoretischen Physik Reihe:
  - L. D. Landau, E. M. Lifschitz: Quantenelektrodynamik (= Lehrbuch der theoretischen Physik. Band 4). Unveränderter Nachdruck der 7., ergänzten Auflage 1991. Verlag Europa-Lehrmittel, Nourney, Vollmer GmbH & Co. KG, Haan-Gruiten 2020, ISBN 978-3-8085-5632-0.